# Salvatore Todisco
Salvatore Todisco (* 30. August 1961 in Neapel; † 25. November 1990 bei Todi) war ein italienischer Boxer im Halbfliegengewicht.

## Erfolge
Der nur 1,61 m große Salvatore Todisco wurde 1982 erstmals italienischer Meister, gewann 1983 in Casablanca eine Bronzemedaille bei den Mittelmeerspielen und die Silbermedaille bei den Europameisterschaften 1983 in Warna. 
Bei den Olympischen Sommerspielen 1984 in Los Angeles besiegte er Gerard Hawkins aus Irland (5:0), den amtierenden Panamerican-Champion Rafael Ramos aus Puerto Rico (4:1) und Keith Mwila aus Sambia (5:0). Aufgrund einer erlittenen Handverletzung konnte er anschließend nicht zum Finalkampf gegen Paul Gonzales aus den USA antreten und stieg daher mit der Silbermedaille aus den Spielen aus.
1987 gewann er erneut eine Bronzemedaille bei den Mittelmeerspielen in Latakia und beendete 1988 seine Karriere. Anschließend war er Mitarbeiter von Bundestrainer Franco Falcinelli.

## Tod
Salvatore Todisco starb 1990 an den Folgen eines Verkehrsunfalles auf der Europastraße 45 auf Höhe von Collevalenza der Stadt Todi.